# بيلي دين
بيلي دين (بالإنجليزية: Billy Dean)‏ هو مغن مؤلف ومغني وموسيقي أمريكي، ولد في 2 أبريل 1962 في كوينسي في الولايات المتحدة.

## وصلات خارجية
- الموقع الرسمي
- بيلي دين على موقع IMDb (الإنجليزية)
- بيلي دين على موقع ميوزك برينز (الإنجليزية)
- بيلي دين على موقع أول ميوزيك (الإنجليزية)
- بيلي دين على موقع ديسكوغز (الإنجليزية)
- بيلي دين على موقع قاعدة بيانات الفيلم (الإنجليزية)